# Calciatori della nazionale ecuadoriana
In questa lista sono raccolti i calciatori che hanno rappresentato in almeno una partita la nazionale di calcio dell'Ecuador. In grassetto sono indicati i calciatori ancora in attività.
Statistiche aggiornate a agosto 2012.
| Nome                           | Presenze | Reti | Esordio | Ultima partita |
| ------------------------------ | -------- | ---- | ------- | -------------- |
| Gabriel Achilier               | 13       | 0    | 2008    |                |
| Alex Aguinaga                  | 64       | 13   | 1987    | 2004           |
| Juan Aguinaga                  | 6        | 0    | 2001    | 2001           |
| José Aguirre                   | 4        | 0    | 2006    | 2007           |
| Paúl Ambrosi                   | 35       | 0    | 2003    | 2009           |
| Franklin Anangonó              | 7        | 0    | 1999    | 1999           |
| Juan Luis Anangonó             | 1        | 0    | 2012    |                |
| Pablo Ansaldo                  | ?        | ?    | ?       | 1965           |
| Rorys Aragón                   | 3        | 0    | 2007    | 2010           |
| Norberto Araujo                | 3        | 0    | 2011    | 2011           |
| Michael Arroyo                 | 18       | 2    | 2010    |                |
| Nicolás Asencio                | 20       | 0    | 1995    | 2003           |
| Raúl Avilés                    | 55       | 16   | 1987    | 1993           |
| Marlon Ayovi                   | 76       | 5    | 1998    | 2007           |
| Jaime Ayoví                    | 24       | 8    | 2010    |                |
| Walter Ayoví                   | 75       | 7    | 2001    | ?              |
| Óscar Bagüí                    | 17       | 0    | 2005    | 2007           |
| Jhonny Baldeón                 | 12       | 3    | 2002    | 2006           |
| Máximo Banguera                | 16       | -?   | 2008    |                |
| Christian Benítez              | 51       | 22   | 2006    |                |
| Jimmy Blandón                  | 16       | 0    | 1997    | 2000           |
| Alex Bolaños                   | 4        | 0    | 2007    |                |
| Luis Bolaños                   | ?        | ?    | ?       | ?              |
| Adrián Bone                    | ?        | ?    | ?       | ?              |
| Félix Borja                    | 8        | 3    | 2005    |                |
| Richard Borja                  | ?        | ?    | ?       | ?              |
| Jimmy Bran                     | ?        | ?    | ?       | ?              |
| Julio Briones                  | ?        | ?    | ?       | ?              |
| Juan Burbano                   | ?        | ?    | ?       | ?              |
| Robert Burbano                 | ?        | ?    | ?       | ?              |
| Jhon Cagua                     | ?        | ?    | ?       | ?              |
| Banner Caicedo                 | ?        | ?    | ?       | ?              |
| Carlos Caicedo                 | ?        | ?    | ?       | ?              |
| Darwin Caicedo                 | ?        | ?    | ?       | ?              |
| Felipe Caicedo                 | 35       | 9    | 2007    |                |
| Flavio Caicedo                 | ?        | ?    | ?       | ?              |
| Luis Caicedo                   | ?        | ?    | ?       | ?              |
| Pavel Caicedo                  | ?        | ?    | ?       | ?              |
| Diego Calderón                 | 4        | 0    | 2011    |                |
| Walter Calderón                | ?        | ?    | ?       | ?              |
| Renán Calle                    | 12       | 1    | 1999    | 2007           |
| Geovanny Camacho               | ?        | ?    | ?       | ?              |
| Jairo Campos                   | 19       | 0    | 2004    |                |
| Moisés Candelario              | 8        | 0    | 1999    | 2004           |
| Luis Capurro                   | 100      | 1    | 1985    | 2003           |
| Rafael Capurro                 | ?        | ?    | ?       | ?              |
| Wilson Carabali                | ?        | ?    | ?       | ?              |
| Héctor Carabalí                | 58       | 2    | 1992    | 1999           |
| Nixon Carcelén                 | 40       | 1    | 1991    | 1999           |
| Segundo Castillo               | 68       | 7    | 2003    |                |
| Carlos Ernesto Castro          | 7        | 0    | 2005    | 2008           |
| Alex Cevallos                  | 3        | 0    | 1988    | 1996           |
| José Cevallos                  | 78       | -?   | 1994    | 2005           |
| Cléber Chalá                   | 86       | 6    | 1992    | 2004           |
| Luis Checa                     | 8        | 0    | 2008    |                |
| Luis Cherrez                   | ?        | ?    | ?       | ?              |
| Marco Constante                | ?        | ?    | ?       | ?              |
| Dannes Coronel                 | 27       | 0    | 1992    | 2000           |
| Franklin Corozo                | ?        | ?    | ?       | ?              |
| Jorge Corozo                   | ?        | ?    | ?       | ?              |
| Kléber Corozo                  | ?        | ?    | ?       | ?              |
| Francisco Correa               | ?        | ?    | ?       | ?              |
| José Luis Cortez               | ?        | ?    | ?       | ?              |
| Fabian Cubero                  | ?        | ?    | ?       | ?              |
| Erick de Jesús                 | ?        | ?    | ?       | ?              |
| Marlon de Jesús                | 3        | 0    | 2010    |                |
| Omar de Jesús                  | ?        | ?    | ?       | ?              |
| Oswaldo de la Cruz             | ?        | ?    | ?       | ?              |
| Ulises de la Cruz              | 102      | 6    | 1995    | 2010           |
| Brayan de la Torre             | ?        | ?    | ?       | ?              |
| Agustín Delgado                | 72       | 31   | 1994    | 2011           |
| Energio Díaz                   | ?        | ?    | ?       | ?              |
| Alexander Domínguez            | 2        | -?   | 2011    |                |
| Marcelo Elizaga                | 23       | -?   | 2007    | 2011           |
| Frickson Erazo                 | 19       | 1    | 2011    |                |
| Ángel Escobar                  | ?        | ?    | ?       | ?              |
| Giovanny Espinoza              | 90       | 2    | 2000    | 2009           |
| Jacinto Espinoza               | 38       | -?   | 1992    | 2004           |
| Kléber Fajardo                 | ?        | ?    | ?       | ?              |
| Ángel Fernández                | 77       | 12   | 1991    | 2004           |
| Héctor Ferri                   | ?        | ?    | ?       | ?              |
| Gustavo Figueroa               | 5        | 0    | 2000    | 2006           |
| Marcelo Fleitas                | ?        | ?    | ?       | ?              |
| Enrique Gámez                  | ?        | ?    | ?       | ?              |
| Juan Carlos Garay              | ?        | ?    | ?       | ?              |
| Luis Miguel Garcés             | ?        | ?    | ?       | ?              |
| Carlos Alberto García Charcopa | 1        | 0    | 1999    | 1999           |
| José Gavica                    | 34       | 4    | 1992    | 2003           |
| Fricson George                 | 18       | 0    | 1999    | 2007           |
| Christian Gómez                | 2        | 0    | 2005    | 2005           |
| Luis Gómez                     | 12       | 1    | 2001    | 2003           |
| Luis González                  | 13       | 0    | 1996    | 1999           |
| Juan José Govea                | ?        | ?    | ?       | ?              |
| Ariel Graziani                 | 34       | 15   | 1997    | 2000           |
| Carlos Grueso                  | ?        | ?    | ?       | ?              |
| Jorge Guagua                   | 44       | 2    | 2001    | ?              |
| Juan Guamán                    | 9        | 0    | 1991    | 1995           |
| Fernando Guerrero              | 3        | 0    | 2007    | 2010           |
| Hugo Guerrón                   | ?        | ?    | ?       | ?              |
| Joffre Guerrón                 | 17       | 0    | 2007    |                |
| Raúl Guerrón                   | 34       | 0    | 2000    | 2004           |
| Fabricio Guevara               | ?        | ?    | ?       | ?              |
| Diego Herrera                  | ?        | ?    | ?       | ?              |
| Carlos Hidalgo                 | ?        | ?    | ?       | ?              |
| Fernando Hidalgo               | 13       | 0    | 2007    |                |
| Camilo Hurtado                 | ?        | ?    | ?       | ?              |
| Eduardo Hurtado                | 74       | 26   | 1992    | 2002           |
| Edwin Hurtado                  | 10       | 0    | 1991    | 2000           |
| Iván Hurtado                   | 149      | 4    | 1992    | 2010           |
| Alex Renato Ibarra             | ?        | ?    | ?       | ?              |
| Oswaldo Ibarra                 | 27       | -?   | 1997    | 2004           |
| Miguel Ibarra Tixe             | ?        | ?    | ?       | ?              |
| Rolando Jácome                 | ?        | ?    | ?       | ?              |
| Carlos Alberto Juárez          | 5        | 0    | 2000    | 2000           |
| Jorge Justavino                | ?        | ?    | ?       | ?              |
| Iván Kaviedes                  | 57       | 17   | 1998    | 2011           |
| Javier Klimowicz               | ?        | ?    | ?       | ?              |
| Jorge Ladines                  | ?        | ?    | ?       | ?              |
| Damián Lanza                   | 5        | -?   | 2004    | 2005           |
| Christian Lara                 | 29       | 4    | 2002    | 2009           |
| Mario Lastra                   | ?        | ?    | ?       | ?              |
| Vicente Lecaro                 | 9        | 0    | ?       | ?              |
| Luciano Macías                 | 23       | 2    | ?       | ?              |
| José Madrid                    | ?        | ?    | ?       | ?              |
| Edison Maldonado               | ?        | ?    | ?       | ?              |
| Fidel Martínez                 | 2        | 1    | 2008    | 2008           |
| Segundo Matamba                | ?        | ?    | ?       | ?              |
| Hólger Matamoros               | ?        | ?    | ?       | ?              |
| Edison Méndez                  | ?        | ?    | ?       | ?              |
| Orfilio Mercado                | ?        | ?    | ?       | ?              |
| Isaac Mina                     | ?        | ?    | ?       | ?              |
| Narciso Mina                   | ?        | ?    | ?       | ?              |
| Roberto Miña                   | ?        | ?    | ?       | ?              |
| Tilson Oswaldo Minda           | ?        | ?    | ?       | ?              |
| Jimmy Montanero                | ?        | ?    | ?       | ?              |
| Alberto Montaño                | ?        | ?    | ?       | ?              |
| Edson Montaño                  | ?        | ?    | ?       | ?              |
| Jairo Montaño                  | ?        | ?    | ?       | ?              |
| Jefferson Montero              | ?        | ?    | ?       | ?              |
| Cristian Mora                  | ?        | ?    | ?       | ?              |
| Carlos Luis Morales            | ?        | ?    | ?       | ?              |
| Santiago Morales               | ?        | ?    | ?       | ?              |
| Eduardo Morante                | ?        | ?    | ?       | ?              |
| Luis Moreira                   | ?        | ?    | ?       | ?              |
| Geovanny Nazareno              | ?        | ?    | ?       | ?              |
| Christian Noboa                | ?        | ?    | ?       | ?              |
| Raul Noriega                   | ?        | ?    | ?       | ?              |
| Alfonso Obregón                | ?        | ?    | ?       | ?              |
| Ebelio Ordóñez                 | ?        | ?    | ?       | ?              |
| Pablo Palacios                 | ?        | ?    | ?       | ?              |
| Armando Paredes                | ?        | ?    | ?       | ?              |
| Juan Carlos Paredes            | ?        | ?    | ?       | ?              |
| Wellington Paredes             | ?        | ?    | ?       | ?              |
| José Perlaza                   | ?        | ?    | ?       | ?              |
| Jefferson Pinto                | ?        | ?    | ?       | ?              |
| Marwin Pita                    | ?        | ?    | ?       | ?              |
| João Plata                     | ?        | ?    | ?       | ?              |
| Augusto Poroso                 | ?        | ?    | ?       | ?              |
| Édison Preciado                | ?        | ?    | ?       | ?              |
| Carlos Quiñónez                | ?        | ?    | ?       | ?              |
| Cristhian Quiñónez             | ?        | ?    | ?       | ?              |
| Dennys Quiñónez                | ?        | ?    | ?       | ?              |
| Hólger Quiñónez                | ?        | ?    | ?       | ?              |
| Marco Quiñónez                 | ?        | ?    | ?       | ?              |
| Michael Quiñónez               | ?        | ?    | ?       | ?              |
| Pedro Quiñónez                 | ?        | ?    | ?       | ?              |
| David Quiroz                   | ?        | ?    | ?       | ?              |
| Néicer Reasco                  | ?        | ?    | ?       | ?              |
| Wagner Rivera                  | ?        | ?    | ?       | ?              |
| Joao Rojas                     | ?        | ?    | ?       | ?              |
| Juan Romero                    | ?        | ?    | ?       | ?              |
| Vilson Rosero                  | ?        | ?    | ?       | ?              |
| Franklin Salas                 | ?        | ?    | ?       | ?              |
| Wellington Sánchez             | ?        | ?    | ?       | ?              |
| Luis Saritama                  | ?        | ?    | ?       | ?              |
| Eduardo Smith                  | ?        | ?    | ?       | ?              |
| Leonardo Soledispa             | ?        | ?    | ?       | ?              |
| Alberto Spencer                | ?        | ?    | ?       | ?              |
| Christian Suárez               | ?        | ?    | ?       | ?              |
| Carlos Tenorio                 | ?        | ?    | ?       | ?              |
| Edwin Tenorio                  | ?        | ?    | ?       | ?              |
| Máximo Tenorio                 | ?        | ?    | ?       | ?              |
| Otilino Tenorio                | ?        | ?    | ?       | ?              |
| Juan Triviño                   | ?        | ?    | ?       | ?              |
| Patricio Urrutia               | ?        | ?    | ?       | ?              |
| Edder Vaca                     | ?        | ?    | ?       | ?              |
| Ángel Valencia                 | ?        | ?    | ?       | ?              |
| Enner Valencia                 | ?        | ?    | ?       | ?              |
| Luis Antonio Valencia          | ?        | ?    | ?       | ?              |
| Danny Vera                     | ?        | ?    | ?       | ?              |
| Enrique Wilfrido Verduga       | ?        | ?    | ?       | ?              |
| Joel Vernaza                   | ?        | ?    | ?       | ?              |
| Edwin Villafuerte              | ?        | ?    | ?       | ?              |
| Wilfrido Vinces                | ?        | ?    | ?       | ?              |
| Daniel Viteri                  | ?        | ?    | ?       | ?              |
| Eduardo Zambrano               | ?        | ?    | 1989    | 1993           |
| Luis Zambrano                  | 8        | 2    | 1990    | 1993           |
| Jairon Zamora                  | 7        | 0    | 1999    | 2000           |
| Edmundo Zura                   | 12       | 1    | 2006    | 2009           |